# Килич-Арслан IV
Килич-Арслан IV (1237—1265) — 13-й султан Рума в 1248—1265 роках. Ім'я перекладається як «Меч лева». Повне ім'я Рукн ад-Дін Килич-Арслан бен Кей-Хосров.

## Життєпис
Походив з династії Сельджукидів. Син султана Кей-Хосрова II. Його матір'ю була Хуанд-хатун, донька бія з Коньї. Народився у 1237 році. Після смерті батька у 1246 році опинився під опікою атабега (наставника) Бахи ад-діна Терджумана. Того ж року фактичний правитель держави візир Шамс ад-Дін аль-Ісфагані замість султана Кей-Кавуса II відправив до Каракорума на великий курултай з виборів нового кагана молодшого брата — Килич-Арслана.
Обраний каган Ґуюк у 1248 році оголосив саме Килич-Арслана новим володарем Рума замість Кей-Кавуса II, оскільки той не прибув до Каракоруму. У 1249 році Килич-Арслан IV в супроводі 2 тисяч монгольських вершників прибув до Сівасу. Тут було оголошено про зміну влади в країні. Килич-Арслан IV призначив новим візирів свого Баху ад-Діна Терджумана. 25 березня того ж року за наказом султана візира Ісфагані заарештовано і страчено. Це призвело до заворушень в державі. Владу нового султана визнали в Ерзінджані, Сівасі, Кайсері, Малатьї, Харпуті та Діярбакирі. Інша частина країни, як і раніше, підпорядковувалася Кей-Кавусу II. 14 червня 1249 року біля Акшехіра відбулася битва, в якій Килич-Арслан IV зазнав поразки. Натомість вищими сановниками держави було ухвалено рішення про те, що на троні в будуть одночасно сидіти усі три брати: Кей-Кавус II, Килич-Арслан IV і молодший брат Кей-Кубад II. Сановникам вдалося вмовити братів піти на це і Румом одночасно стали правити три султана. Фактично держава розпалася на три частини.
У 1254 році після смерті третього співсултана Кей-Кубада II швидко набрав оберти конфлікт з Кей-Кавусом II. Килич-Арслан IV залишив Конью та прибув в Кайсері, де оголосив себе окремим султаном. Була зроблена спроба розділити країну на дві частини, але вона була невдалою. У битві, що сталася за цим Килич-Арслан IV зазнав поразки. Він втік до Сісу, але по дорозі був схоплений тюркменами і доправлений в Кайсері. За наказом Кей-Кавуса II полоненого запроторено до фортеці Боргул.
За цим обставин у серпні 1256 року Хулагу спрямував проти Кей-Кавуса II, якого великий каган Менгу визнав незаконним султаном, нойона Байджу. У запеклій битві 14 жовтня 1256 року в районі Аксарая, війська на чолі із султаном були розгромлені. Кей-Кавус II у супроводі найближчого оточення втік до Антальї, а потім в Денизлі. Звідси він втік до Нікейської імперії. Султаном знову став Килич-Арслан IV.
З Коньї 1257 року султан вирушив до Хамадану, де в цей час перебував Хулагу. Хулагу вручив Килич-Арслану IV ярлик, що давав право на одноосібне керування румським султанатом. За цим у 1257—1258 роках Килич-Арслан IV брав участь у військовій кампанії проти Багдадського халіфату.
У 1257 році, скориставшись відсутністю брата, який перебував у війську хулагу під час кампанії проти Багдадського халіфату, Кей-Кавус II раптово залишив межі Нікейської імперії й знову захопив Конью, оголосивши себе султаном. Навесні 1258 року Килич-Арслан IV за підтримки монголів рушив з Ерзінджана. Втім Кей-Кавус II у битві між Сівасом і Токатом завдав братові поразки. Слідом за цим відновив владу в Токаті, а також за підтримки кочових тюркмен й курдів спробував захопив Ерзінджан.
На допомогу Килич-Арслану IV було спрямовано Байджу, який захопив Ельбістон і Малатью, але був відкликаний для облоги Багдаду. За цим обставин Килич-Арслан IV не мав змоги завершити військову кампанію. У 1259 році Хулагу викликав до себе в Тебріз обох сельджуцьких султанів і оголосив їм про те, що ухвалив рішення про розподіл Румського султанату на дві частини. Територія на схід від річки Кизил-Ирмак до міста Ерзінджан була віддана султану Килич-Арслану IV. Водночас збільшилася данина. Це рішення затвердив великий каган Менгу. Втім хулагу не зовсім довіряв Килич-Арслану IV тому призначив його перване (першим міністром) Мюїн ад-Діна Сулеймана.
У 1262 році після викриття змови Кей-Кавуса II проти монголів, його втечі до Візантійської імперії, Килич-Арслан IV став одноосібним володарем султанату. У 1265 році було знову захоплено Синоп у Трапезундської імперії. Того ж року перване повідомив Хулагу-хана, що султан Килич-Арслан IV спільно з арабами готує повстання проти влади монголів. У тому ж році султана було страчено. Населенню було оголошено, що султан помер в результаті хвороби. Новим правителем Руму став син попередника Кей-Хосров III